# Histoire parallèle
Histoire parallèle (« Die Woche vor 50 Jahren » en version allemande) est une émission de télévision française sur l'histoire, diffusée de 1989 à 2001 sur La Sept, puis sur Arte.
L’émission mettait en parallèle l'Histoire des belligérants depuis le début de la Seconde Guerre mondiale jusque dans les années 1950 à travers leurs actualités filmées.

## Présentation

### Principe
Au cours de l’émission Histoire parallèle, diffusée une fois par semaine, étaient étudiées et comparées les actualités cinématographiques de la semaine correspondante cinquante ans plus tôt, et donc débutant par les actualités de 1939 produites par la France, l'Allemagne, le Royaume-Uni, l'URSS, l'Italie, la Pologne, les États-Unis ou le Japon, ensemble de pays alors au seuil de la Seconde Guerre mondiale.
Le résultat était double :
- mise en parallèle des points de vue des différents belligérants, soulignant les propagandes respectives[2] ;
- mise en parallèle des époques, permettant aux téléspectateurs — fait unique — de revivre la Seconde Guerre mondiale dans sa durée réelle.

Les actualités cinématographiques de l'époque, que le présentateur Marc Ferro et son invité interrompent parfois pour y apporter un commentaire, sont diffusées dans leur intégralité : « On ne remontait surtout pas les archives, on ne touchait à rien. C’était capital ». Ce choix, assumé, de présenter « pas seulement les faits de guerre ou les discours, mais aussi les matchs de foot, les bonnes sœurs… » permet de montrer ce qui a été dit à l'époque de l'actualité, « mais aussi ce qui avait été tu ».
Finalement l'émission, diffusée sous forme de chronique, aura étudié en 630 numéros l'histoire filmée de la Seconde Guerre mondiale, des débuts de la Guerre froide, de la Décolonisation et enfin celle de l'unité européenne, produisant ainsi « une réflexion sur l’histoire internationale se déployant de fin août-début septembre 1939 [jusqu'à] 2001 », et même jusqu'à l'Europe de demain comme le titrait son dernier numéro : « De l’Europe d’Hitler à l’Europe de demain ».
L'émission aura aussi concrétisé le projet franco-germanique de la chaîne culturelle Arte, précise Thierry Garrel, responsable de la production documentaire de la chaîne.

### Chronologie
On peut discerner six étapes majeures dans la chronologie de la série Histoire parallèle, qui se sera écoulée sur près de douze années :
- 2 septembre 1989 : début de diffusion de l'émission[7],[8],[9],[10] sur la chaîne de télévision La Sept, dont l'audience est confidentielle (car accessible uniquement par satellite). Confrontant les actualités françaises et allemandes, l'émission n'est prévue pour ne durer que quelques mois, jusqu'à l'armistice de juin 1940[11] et l'arrêt des actualités françaises[12].
- 3 février 1990 : l'émission obtient une meilleure visibilité lorsque La Sept est relayée le samedi après-midi et en soirée par la chaîne FR3[13],[14],[15] dans le cadre la session temporaire de l'antenne « La Sept sur la 3 »[16].
- juin 1990 : l'émission se voit prolongée malgré la carence des actualités françaises (en raison de la « débâcle » de 1940) par l'exploitation d'actualités britanniques, puis des autres pays entrés en guerre[12].
- 6 juin 1992 : La Sept, devenue Arte et disposant de son propre canal, diffuse Histoire parallèle chaque samedi à 20 h (ou 19 h) à partir du 6 juin 1992[10],[17] et l'émission est désormais également diffusée en Allemagne sous le titre « Die Woche vor 50 Jahren »[12]. Il existait déjà en Allemagne, depuis 1973, l'émission Die Woche vor 40 Jahren (« Le Monde il y a 40 ans ») présentant des documents commentés par un spécialiste, mais elle était diffusée de façon irrégulière[18].
- 7 octobre 1995[8] : l'émission est prolongée une seconde fois, bien que la fin de la guerre fasse disparaître « le fil rouge des batailles »[12]. Pour cela, le format d'analyse hebdomadaire de l'actualité évolue légèrement : « Les émissions après la Seconde guerre mondiale sont devenues plutôt thématiques, par exemple sur l’apparition des femmes sur la scène politique ou sur les débuts de la révolte coloniale »[19],[20]. Cette extension permet de couvrir la période de la Guerre froide, celle de la Décolonisation[21] et enfin celle de la construction de l'Union européenne. La structure profondément modifiée de l'émission « nécessitait des recherches documentaires plus poussées [...] puisqu’il fallait commander et sélectionner des archives en fonction d’un thème. »[22]

- 1er septembre 2001[23] : 630e et dernière émission.

### Invités
L'invité des dix-huit premières émissions d’Histoire parallèle est Klaus Wenger, responsable de programme puis directeur d'Arte-Deutschland (il participera au total à 42 reprises à l'émission). Mais, étant donné que « la répétition du duo ne fonctionnait pas bien » sur la durée, l'émission s’ouvrira ensuite à d'autres invités de différentes nationalités.
La liste des invités d'Histoire Parallèle est un Who's Who international des historiens des années 1990 et de témoins historiques de premier plan.
Quelques personnalités ayant participé à l'émission :
- Iouri Afanassiev[26],[27]
- Henri Amouroux[28]
- Théo Angelopoulos[29]
- Pierre Ayçoberry[30]
- Lucie Aubrac[29]
- Jean-Pierre Azéma[29]
- Robert Badinter[29]
- Edward Behr[29]
- John Berry[29]
- Mario Bettati[29]
- Général Bigeard[29]
- Rony Brauman[29]
- Pierre Broué
- Lucien Bodard[29]
- André Burguière[29]
- Hélène Carrère d'Encausse[29]
- Jacques Chancel[29]
- Claude Cheysson[29]
- Daniel Cohn-Bendit[29]
- Alain Corneau[29]
- Sim Copans[29]
- Maurice Couve de Murville[29]
- Jean-François Deniau[29]
- Nicole Depeyre[31]
- Jean-Luc Domenach[29]
- Geneviève de Gaulle[29]
- Philippe De Gaulle[29]
- Alain Finkielkraut[29]
- Claude Fohlen
- Général Pierre-Marie Gallois[29]
- Bronislaw Geremek[29]
- Raoul Girardet[32]
- Françoise Giroud[29]
- Jean-Luc Godard[29]
- Bertrand Goldschmidt
- Mikhaïl Gorbatchev[21]
- Georges Gorse[29]
- Andreï Gratchev[29]
- Olivier Guichard[29]
- Pamela Harriman
- André Harris[29]
- Jean Heffer
- Rainer Hudemann[33]
- Albert Jacquard[29]
- Jean-Noël Jeanneney[29]
- Michel Jobert[29]
- Douglas Johnson[34]
- August Von Kageneck[29]
- André Kaspi[35]
- Henry Kissinger[21]
- Serge Klarsfeld[21]
- Jerzy Kłoczowski (en)
- Farhad Khosrokhavar
- Yves Lacoste[29]
- Jean Lacouture[29]
- Pierre Laroque
- Henry Laurens
- Claude Lefort[29]
- Antonin Liehm[29]
- Edmond Maire[29]
- Jacques Marseille[36]
- Gilles Martinet[29]
- Pierre Mauroy[29]
- Daniel Mayer[29]
- Pierre Messmer[29]
- Nikita Mikhalkov[29]
- Élisabeth de Miribel[37]
- Alan Milward
- Pierre Milza[29]
- Danielle Mitterrand[29]
- Ehsan Naraghi
- Alastin Parker[29]
- Robert Paxton[29]
- Christian Pineau
- Anicet Le Pors[29]
- Jacques Pouchepadass[29]
- Frédéric Pottecher[29]
- Zhao Qizheng
- Serge Ravanel
- René Rémond[29]
- Jean-François Revel[29]
- Henri Rol-Tanguy[29]
- Manfred Rommel[29]
- Youri Roubinski
- Manfred Rommel[29]
- Olivier Roy[29]
- Emmanuel Le Roy-Ladurie[29]
- Jacques Rupnik[29]
- Gerhard Schröder[38]
- Jutta Scherrer[29]
- Maurice Schumann[29]
- Georges Séguy[29]
- Jorge Semprún[29]
- Bernard Sinsheimer
- Jean-François Sirinelli
- Président Mario Soares[29]
- Hans Helmut Speidel (de)
- James Steel[8]
- Marlis Steinert[29]
- Rudolf von Thadden
- Emmanuel Todd[29]
- Olivier Todd[29]
- Henri de Turenne[29]
- Jean-Christophe Victor[29]
- Klaus Wenger[39]
- Michel Winock[29]
- Gilbert Ziebura[29]

Ceux ayant le plus participé sont : Klaus Wenger (42 participations), Rudolf Von Thadden (22), James Steel (19), Rainer Hudemann (12) et André Kaspi (10).

## Production

### Historique
En 1978, Thierry Garrel crée avec Louisette Neil pour la chaîne FR3 l'émission Rue des archives, une série en 24 épisodes d'une heure pour « présenter une réflexion sur la télévision et son passé à travers [...] des anthologies critiques d'extraits d'émissions de télévision », abordant entre autres l'histoire de France.
En 1985, Thierry Garrel produit avec Pierre Beuchot l’émission Le Temps détruit, consacré à la drôle de guerre et exploitant des archives des actualités françaises de 1939-1940 dont les commentaires, parfois tendancieux, sont mis en perspective avec des lettres de soldats d'époque.
En 1987, Thierry Garrel et la productrice Louisette Neil lancent avec l'historien Marc Ferro sur la chaîne Antenne 2 l’émission L'histoire commence à 20 heures, un journal télévisé consacré à l'Histoire qui ne rencontre cependant pas son public.
En 1989, pour compléter pendant quelques mois sa grille de programmes, la chaîne La Sept accepte le concept de la nouvelle émission Histoire parallèle, créée par Louisette Neil, avec le soutien d'André Harris (directeur des programmes de La Sept et co-scénariste du documentaire Le Chagrin et la Pitié) et réalisée par Philippe Grandrieux (cinéaste français). Louisette Neil choisi Marc Ferro, historien spécialiste de l'histoire de la Russie et de l'URSS, pour présenter et commenter les documents accompagné d'un invité (un historien ou un acteur de l'histoire). À partir de la 32e émission, la réalisation est assurée par Didier Deleskiewicz jusqu'à la fin de la série, en 2001.

### Tournage
L’émission est tournée dans les conditions du direct, tournée le matin dans les studios de la SFP à Issy-Les-Moulineaux, montée dans l'après-midi pour y insérer les archives, et diffusée le soir même. Quelques émissions ont été tournées à Moscou, Berlin, en Corée du Sud, à Londres et New-York, mais aussi dans le métro parisien.
Les coûts et droits de production était élevés, en raison du prix de certaines archives, bien que l'émission ne coûtait que « le tiers de ce qu'aurait coûté une émission de plateau habituelle », les « droits de diffusion n'ont pu être achetés que pour deux passages sur dix jours ».
Certaines archives ont été acquises dans des conditions rocambolesques : ainsi, en 1989, Marc Ferro négocie à Moscou des archives inédites en échange d'une camionnette, ce qui pose quelques problèmes à la comptabilité de La Sept.

## Audiences
De 1990 à 1992, l’émission devient la meilleure audience de la chaîne La Sept et, du fait de sa programmation à 20 h, connaît une exposition « sans précédent pour un programme sur l’Histoire ». Elle atteint 10 % de part d’audience sur cette période.
En 1995, l'émission avait reçu 10 000 lettres de téléspectateurs, prouvant selon Marc Ferro que ses spectateurs devenaient des « citoyens actifs » ; 200 d'entre elles ont été publiées dans l'ouvrage Revivre l’histoire.

## Éditions vidéo
La série n'a jamais intégralement été rediffusée ni accessible en vidéo en raison de problèmes de droits d'auteur. Mais quelques sélections ou émissions ponctuelles ont été éditées sous différents supports.

### Cassette VHS
Certaines émissions ont été publiées en VHS :
- Stalingrad : Actualités françaises et soviétiques de la semaine du 6 février 1943, commentées par Marc Ferro et louri Afanassiev (1993).

### CD-Rom
Un CD-Rom multimédia parait en 1996, Seconde guerre mondiale, co-édité par Montparnasse Multimédia et Arte sous la direction historique de Marc Ferro,,.

### DVD
La série n'a jamais été éditée en DVD, mais il existe :
- Archives de Guerre (1940-1945) : ce que les Français ont vu dans les salles de cinéma : actualités cinématographiques commentées par Marc Ferro. Double DVD édité par Nouveau Monde Edition en 2004[50],[51]. Une édition collector parait en 2010 avec également un DVD-Rom (EAN 3700365110532). Du fait de son cadre, les actualités des autres belligérants ne sont pas présentées dans ces Archives de Guerre, contrairement à Histoire parallèle.

### VOD
À l'issue de sa diffusion, la chaîne Arte confia en 2002 à Didier Deleskiewicz le soin de réaliser 25 émissions de 25 minutes baptisées Les Carnets d'Histoire parallèle, contenant des morceaux choisis des échanges de Marc Ferro et de ses invités, expurgé des extraits d'actualités cinématographiques.
Détails des émissions :
- Vaincus et vainqueurs : 1) Le Procès de Nuremberg. 2) Pétain : l’Histoire a-t-elle jugé ? 3) Héros de la Résistance. 4) Rommel : traître ou héros ? 5) Paris-Varsovie, l’insurrection 1944.
- Le rôle des États-Unis : 1) Pour ou contre le Plan Marshall ? 2) 1948 : élections aux USA. 3) La Bombe atomique. 4) 6 juin 1944 : une journée particulière. 5) Le Maccarthysme.
- La Décolonisation : 1) Algérie, espoir déçu. 2) Le temps des colonies. 3) Le Gaullisme et les partis. 4) La Guerre d’Indochine a commencé. 5) Maghreb et Union française.
- Asie et Moyen-Orient : 1) La victoire de Mao : 1949. 2) Cachemire : entre Inde et Pakistan. 3) Crise en Iran. 4) 1946-1948 : La Palestine déchirée. 5) Le pétrole du Moyen-Orient.
- Démocraties d’après-guerre : 1) La Sécurité Sociale et son fondateur. 2) Les années Gorbatchev : 1985-1991. 3) Gerhard Schröder et la Social-Démocratie. 4) Lénine-Staline : le culte. 5) Le Royaume-Uni et sa politique.

Les Carnets d'Histoire parallèle furent diffusés sur Arte d’avril à octobre 2005, "dans le désordre" et ont également été disponibles en vidéo à la demande (VOD) sur le site web d'Arte de 2014 à fin 2017. Une sélection de 9 des 25 émissions fut disponible sur le site d'Arte du 10/05/2021 à l'occasion du décès de Marc Ferro jusqu'au 27/04/2022. Elles sont plus accessibles depuis cette date.

## Publication
- Marc Ferro, Mes histoires parallèles : entretiens avec Isabelle Veyrat-Masson, Carnets nord, collection « Document », 2011, 377 p.  (ISBN 978-2355360466)

## Distinction
- Prix Europe 1994[54]

## Dans la culture populaire
- En 1991, en pleine guerre du Golfe, l'humoriste Karl Zéro réalise un pastiche de l'émission Histoire parallèle, dans lequel l’Irak a gagné la guerre et où les actualités cinématographiques françaises et Irakiennes sont comparées[55].
- En 1996, Marc Ferro faisait une émission humoristique dédiée aux blagues allemandes et françaises pendant la Seconde Guerre mondiale, accompagné du politologue Gilbert Ziebura. Réalisée pour Canal+ par Philippe Truffault dans le cadre des Journées de la télévision, cette émission de 10 minutes baptisée « Histoires parallèles » (notez le pluriel) est présentée ironiquement comme la 1000ème émission (Histoire parallèle n’était qu’autour de la 300ème émission à l’époque)[55].